# Aguilar (Bassella)
Aguilar és una unitat de població que forma part del municipi de Bassella a la comarca de l'Alt Urgell.
El nucli principal està situat mig quilòmetre al nord del turó on hi ha les restes de l'antic poble, en terres més planeres, sota el tossal dels Masos i a la riba esquerre del Segre al pantà de Rialb, on a més de diverses masies i construccions agrícoles i ramaderes, hi ha el cementiri nou i la Parròquia de Sant Serni d'Aguilar Nou.
Hi ha cases i masies habitades en disseminat. Entre el núcli i el disseminat hi viuen 32 habitants (2020). Celebra la festa major el dia 3 de maig (Festa del Roser).
Accés: Carretera C-14, i trencant entre els Km 136 i 137 on hi ha un indicador per anar, entre altres llocs, a Aguilar de Bassella i a 250 m, un pont travessa fins al marge esquerre del Segre. Els pobles i viles més importants a la vora són Ponts (18 km) i Oliana (4 km).
El municipi va ser dels més afectats per la construcció del pantà de Rialb que va inundar 734 hectàrees (més d’un 10% de la superfície del terme) i la desaparició de tres pobles: Bassella, Castellnou de Bassella i Aguilar de Bassella. En aquests pobles hi vivia un terç de la població, que ja havia minvat de 617 habitants l’any 1960 a 400 el 1980. El pantà es començà a omplir el 1999 i fou inaugurat el 14 de febrer de 2000.
El nucli o unitat de població més important del terme municipal de Bassella, quant a nombre d'habitants i activitat socioeconòmica, és Ogern, situat a llevant i prop del límit amb el Solsonès. Els altres pobles del municipi són Altés, Aguilar, Bassella, la Clua, Guardiola de Segre, Mirambell i Serinyana.

## El castell i el poble vell
Aguilar (vell) és un poble antic i abandonat i enrunat, del municipi de Bassella. Al marge dret del Segre (Pantà de Rialb). Les runes són en un turó a 579 m, al lloc d'una antiga fortificació, sota la serra de Sant Marc: el castell d'Aguilar, l'església i el cementiri vell.
El nom prové del llatí: Aquilare i apareix en un document del Monestir de Sant Andreu de Tresponts (s. IX-XVI) on s'anomena el que va ser l’antic poble d’Aguilar a l'extrem sud de l’Alt Urgell (856).
El castell d'Aguilar (s.XI), documentat des de l'any 1084, també es coneix com "la torre dels Moros". Al nord del castell, hi ha l'església romànica de Sant Serni, També s'observen les runes de diferents cases construïdes quan el castell ja no complia una funció defensiva. El castell apareix al documents des de 1084 i posteriorment, quan Lluís XIV de França, el 1653, va concedir el títol de Marquès d'Aguilar al Tinent General dels seus exèrcits, Josep de Margarit i de Biure, baró d'Aguilar

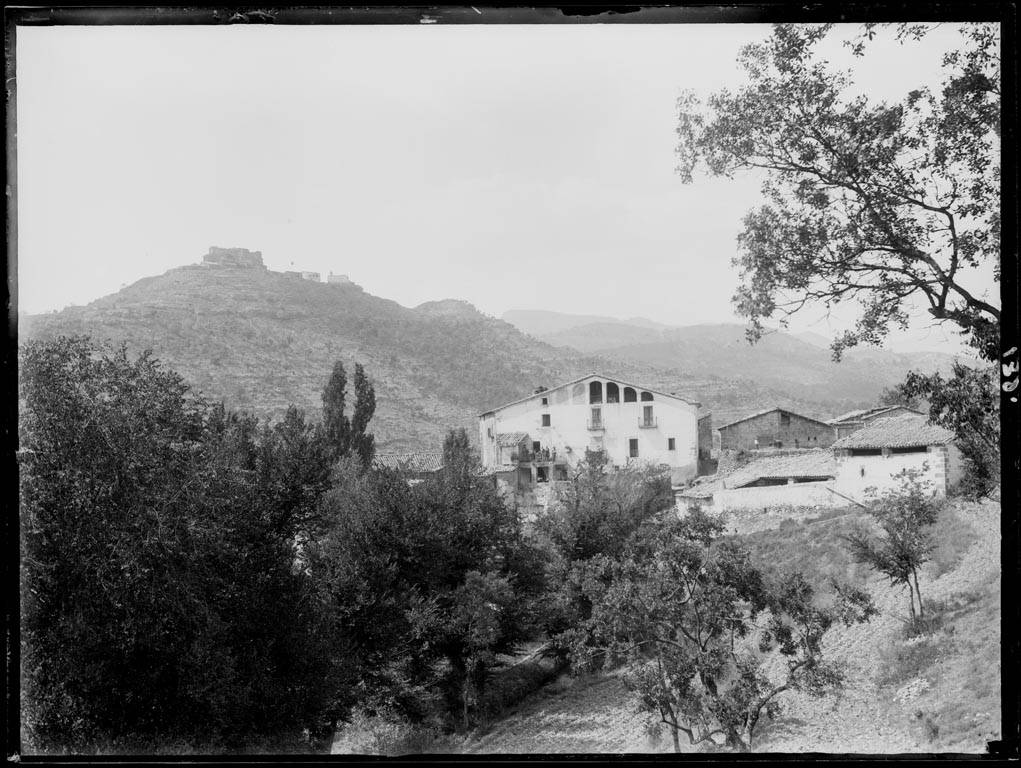
Fotografia antiga de l'Hostal de Basella on es pot observar el castell i el poble, sobre el turó en segon terme.